# 寵物鼠
寵物鼠指人類為了觀賞或趣味而飼養的鼠類，包括許多不同的物種。
如下列的：

## 分類
一般可供飼養的寵物鼠有：
- 羅伯夫斯基倉鼠（Phodopus roborovskii），俗稱「老公公鼠」。
- 坎培爾倉鼠（Phodopus sungorus campbell）俗稱「一線鼠」、「楓葉鼠」。
- 短尾侏儒倉鼠（Phodopus sungorus），俗稱「三線鼠」、「楓葉鼠」。
- 黃金倉鼠（Mesocricetus auratus），俗稱「黃金鼠」。
- 天竺鼠（Cavia porcellus），俗稱「豚鼠」。
- 毛絲鼠 （Chinchilla）「龍貓」、「栗鼠」。
- 沙鼠 （Gerbillinae）
- 花枝鼠 （Rattus norvegicus）俗稱「大白」、「大白鼠」
- 缎子鼠 （Mus musculus）俗稱「小白」、「小白鼠」
- 智利八齒鼠（英语：Degu）